# Bister
Pour l'entreprise belge, voir Bister (moutarderie).
Bister est une commune suisse du canton du Valais, située dans le demi-district de Rarogne oriental.

## Géographie
Bister se situe dans le demi-district de Rarogne oriental, en Valais. Le village de Bister est composé de quelques fermes dispersées sur le flanc de la vallée du Rhône.
Le territoire de Bister s'étend sur 5,84 km2. Lors du relevé de 2013-2018, les surfaces d'habitations et d'infrastructures représentaient 1,2 % de sa superficie, les surfaces agricoles 15,8 %, les surfaces boisées 43,0 % et les surfaces improductives 39,8 %.
| Mörel-Filet | Grengiols   |           |
|             | Bister      |           |
|             | Mörel-Filet | Grengiols |

## Histoire
Des vestiges d'un habitat de La Tène ont été retrouvés à Bister. Le village a toujours fait partie de la paroisse de Mörel. La chapelle Notre-Dame est construite en 1651. Bister et Gyfris (Filet) forment ensemble un quart du dizain de Rarogne oriental et se donnent des statuts communaux en 1442. Bister possède des forêts, des alpages et des prés en commun avec Mörel et Filet jusqu'à ce que les frontières soient définitivement fixées en 1818. Après la séparation de Bedle (rattaché à Grengiols), Bister devient l'agglomération principale et donne son nom à toute la région (montagne de Bister, 1684 in monte Bister). La maison de commune date de 1699. Aux XVIIIe et XIXe siècles, le double droit de bourgeoisie Bister-Filet est progressivement aboli. Au XIXe siècle, Bister est très fortement touché par l'émigration vers l'Amérique (25 personnes en 1856). Depuis le milieu du XXe siècle, les habitants émigrent peu à peu dans les communes situées en aval. En 1990, sur un total de 10 personnes actives, 4 travaillaient encore à Bister (dans le secteur primaire).

## Politique
Le président de Bister, Edwin Zeiter, est en fonction depuis 1976. Selon le Walliser Bote, il détient le record de longévité pour un président de commune suisse. Étant donné que la commune comprend peu d'habitants, il a été réélu avec 100 % des voix à plusieurs occasions. Il est paysan biologique à côté de son poste de président de commune pour lequel il touche un salaire annuel de 250 francs.

## Démographie

### Évolution de la population
Bister compte 41 habitants au 31 décembre 2022 pour une densité de population de 7 hab/km2. Sur la période 2010-2019, sa population est restée stable (canton : 10,5 % ; Suisse : 9,4 %).  Bister est la commune la moins peuplée du canton du Valais.

### Pyramide des âges
En 2020, le taux de personnes de moins de 30 ans s'élève à 15,3 %, au-dessous de la valeur cantonale (31,7 %). Le taux de personnes de plus de 60 ans est quant à lui de 37,8 %, alors qu'il est de 26,6 % au niveau cantonal.
La même année, la commune compte 15 hommes pour 19 femmes, soit un taux de 44,1 % d'hommes, inférieur à celui du canton (49,6 %).
| Hommes | Classe d’âge | Femmes |
| ------ | ------------ | ------ |
| 6,7    | 90 ans ou +  | 5,3    |
| 0,0    | 75 à 89 ans  | 5,3    |
| 26,7   | 60 à 74 ans  | 31,6   |
| 33,3   | 45 à 59 ans  | 26,3   |
| 13,3   | 30 à 44 ans  | 21,1   |
| 20,0   | 15 à 29 ans  | 5,3    |
| 0,0    | - de 14 ans  | 5,3    |

| Hommes | Classe d’âge | Femmes |
| ------ | ------------ | ------ |
| 0,5    | 90 ans ou +  | 1,2    |
| 7,5    | 75 à 89 ans  | 9,4    |
| 16,8   | 60 à 74 ans  | 17,7   |
| 22,2   | 45 à 59 ans  | 21,7   |
| 20,3   | 30 à 44 ans  | 19,4   |
| 17,7   | 15 à 29 ans  | 16,6   |
| 14,9   | - de 14 ans  | 14,1   |